# Kalanchoe arborescens

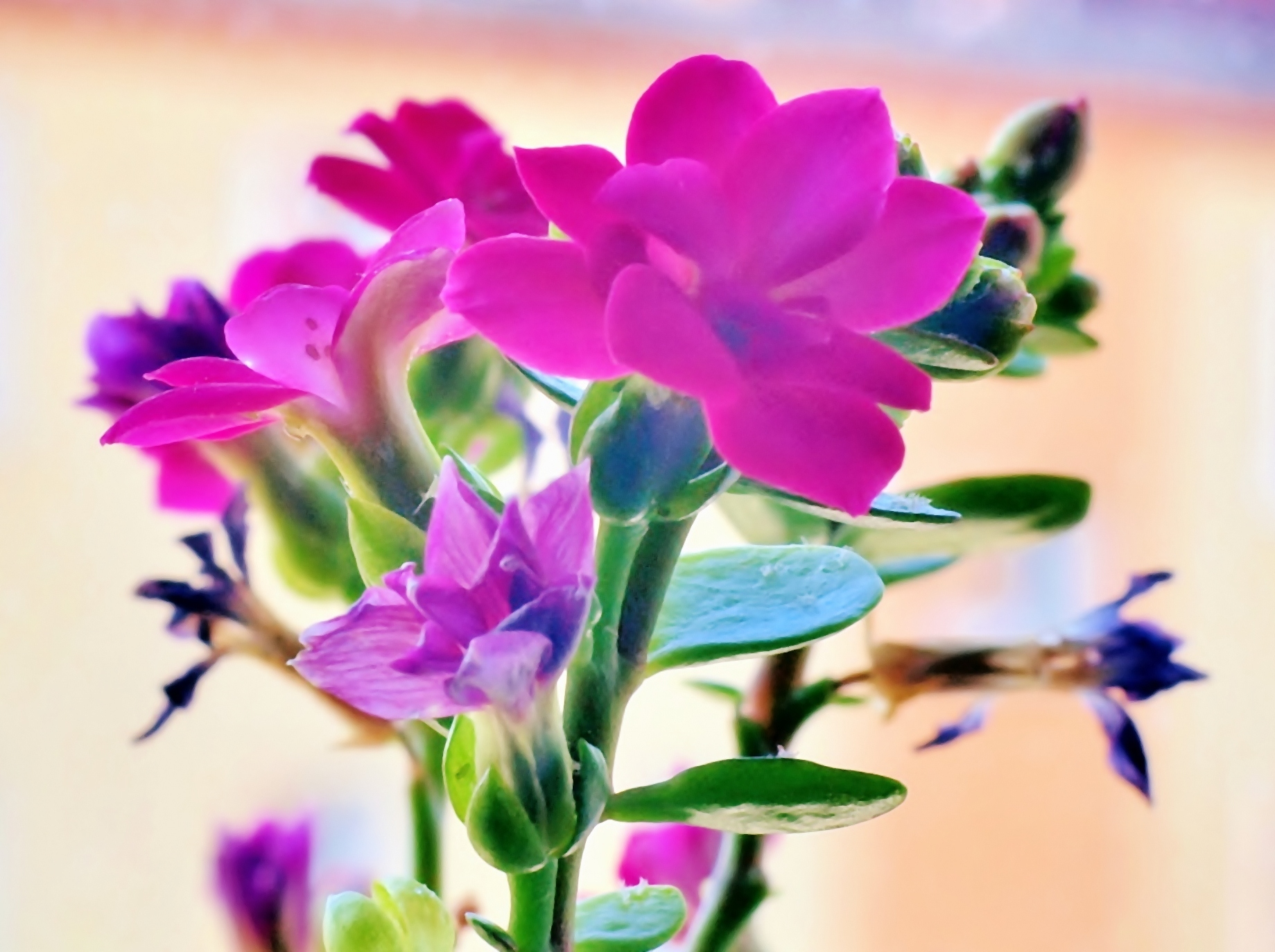
Flors

Kalanchoe arborescens és una espècie de planta suculenta del gènere Kalanchoe, de la família de les Crassulaceae.

## Descripció
És un arbre petit de 8 m d'alçada, tronc simple a sota, de 10 cm de diàmetre, ramificat a sobre.
Les branques generalment ternades, les branques terminals de 5 a 10 cm, més o menys carnoses, glabres.
Les fulles són ternades o més o menys alternes, peciolades, gruixudes, carnoses, glabres, pecíol terete, de 1,5 a 3 cm de llarg, làmina suborbicular, obovada a espatulada, de 1,5 a 4 cm de llarg i de 1 a 3 cm d'ample, punta arrodonida, base atenuada, marges sencers.
Les inflorescències són corimbiformes a piramidals, de 2 a 6 cm d'ample, peduncle de 5 a 10 cm, glabre, pedicels d'1 a 2 cm.
Les flors són erectes a pèndules, glabres, de calze verd; tub d'uns 4 mm, sèpals deltoides, aguts, de 4 a 5 cm de llarg i uns 6 mm d'ample; corol·la gruixuda, carnosa, de color verd pàl·lid, de vegades amb petites taques de color porpra pàl·lid a l'interior;, tub de 4 angles, d'uns 9 mm de llarg i uns 8 mm d'ample; pètals oblongo-deltoides, aguts, d'uns 8 mm.

## Distribució
Planta endèmica de la provícia de Toliara de Madagascar.

## Taxonomia
Kalanchoe arborescens va ser descrita per Jean-Henri Humbert, i publicada al Bulletin du Muséum National d'Histoire Naturelle, Série 2, 5: 163–164. 1933.
Kalanchoe: nom genèric que deriva de la paraula cantonesa "Kalan Chauhuy", 伽藍菜 que significa 'allò que cau i creix'.
arborescens: epítet llatí que significa 'amb forma d'arbre'.